# Rijksbeschermd gezicht Brielle
Gezicht Brielle is een van rijkswege beschermd stadsgezicht in Brielle in de Nederlandse provincie Zuid-Holland. De procedure voor aanwijzing werd gestart op 11 februari 1974. Het gebied werd op 15 september 1975 definitief aangewezen. Het beschermd gezicht beslaat een oppervlakte van 196,8 hectare.
Panden die binnen een beschermd gezicht vallen krijgen niet automatisch de status van beschermd monument. Wel zal de gemeente het bestemmingsplan aanpassen om nieuwe ontwikkelingen in het gebied te reguleren. De gezichtsbescherming richt zich op de stedenbouwkundige en cultuurhistorische waardering van een gebied en wil het toekomstig functioneren daarvan veiligstellen.